# Землетрус на Камчатці (2025)
Землетрус на Камчатці — 30 липня 2025 року о 11:24:50 за південно-східним часом (23:24:50 за UTC, 29 липня 2025 року) біля східного узбережжя Камчатського півострова на Далекому сході Росії, за 119 км на східно-південний схід від прибережного міста Петропавловськ-Камчатський, стався мегапоштовховий землетрус магнітудою 8,8. Це був найпотужніший землетрус, зареєстрований з часів землетрусу Тохоку 2011 року, і посідає перше місце серед найсильніших землетрусів за всю історію спостережень, поряд із землетрусами в Еквадорі та Колумбії 1906 року та Чилі 2010 року. Землетрус і подальше цунамі по всьому Тихому океану спричинили помірні руйнування та численні травми в Камчатському краї та Сахалінській області.
Повідомлялося про чотирьох постраждалих. У Петропавловську-Камчатському спостерігалися відключення електрики та збої в мобільному зв'язку, також обрушився фасад дитячого садка і було завдано шкоди інфраструктурі аеропорту Єлизово, проте шкода іншим будинкам виявилася порівняно невеликою.
Найсильніше постраждало місто Сєверо-Курильськ по ньому вдарили чотири хвилі цунамі, внаслідок чого було затоплено порт і рибний завод, частина суден було викинуто на берег, також у місті відключилась електрика і був оголошений режим Надзвичайного Стану, більшість жителів евакуйовано. Вулкан Ключевська Сопка на Камчатському півострові почав вивергатися 30 липня невдовзі після землетрусу.
31 липня 2025 NEXTA Live повідомило про близько 200 афтершоків за добу. Найпотужніший — 6 балів за шкалою Ріхтера.
2 серпня почалося виверження вулкану Крашенинникова.

## Інтернет-ресурси
- Землетрус 8,8 на Камчатці: масштабна евакуація та загроза смертоносних цунамі